# Síndrome de Vogt-Koyanagi-Harada
La síndrome o malaltia de Vogt-Koyanagi-Harada (MVKH) és una malaltia multisistèmica de presumpta autoimmunitat que afecta els teixits pigmentats de melanina. La manifestació més significativa és la uveïtis bilateral i difusa (afectant, així, els ulls). La MVKH també pot afectar de manera variable l'orella interna (amb efectes sobre l'audició), la pell, i les meninges (afectant, així, el sistema nerviós central).

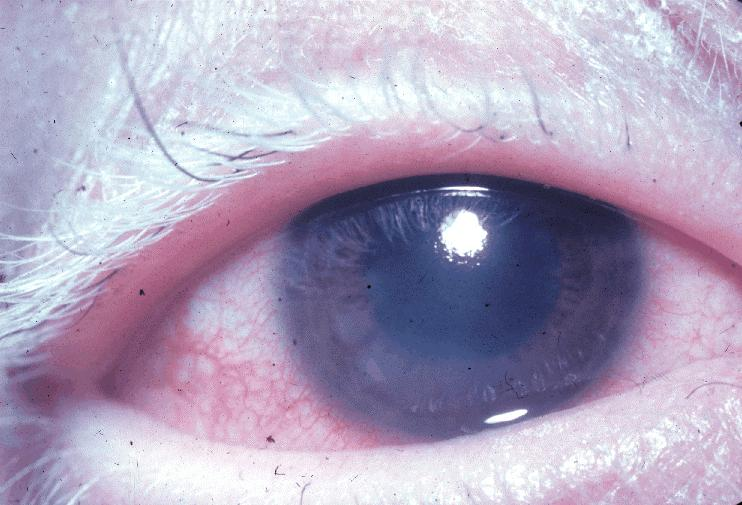
Uveïtis amb poliosi de les pestanyes

La malaltia es caracteritza per una uveïtis difusa bilateral, amb dolor, enrogiment i visió borrosa. Els símptomes oculars poden anar acompanyats d'una constel·lació variable de símptomes sistèmics, com ara auditius (tinnitus, vertigen, i hipoacúsia), neurològics (meningisme, amb malestar general, febre, mal de cap, nàusees, dolor abdominal, rigidesa del clatell i l'esquena, o una combinació d'aquests factors; meningitis, pleocitosi en el LCR, paràlisis de nervis cranials, hemiparèsia, mielitis transversa i inflamació del gangli ciliar), i manifestacions cutànies, incloent-hi poliosi, vitiligen i alopècia. El vitiligen sovint es troba a la regió sacre.